# Греки в Крыму

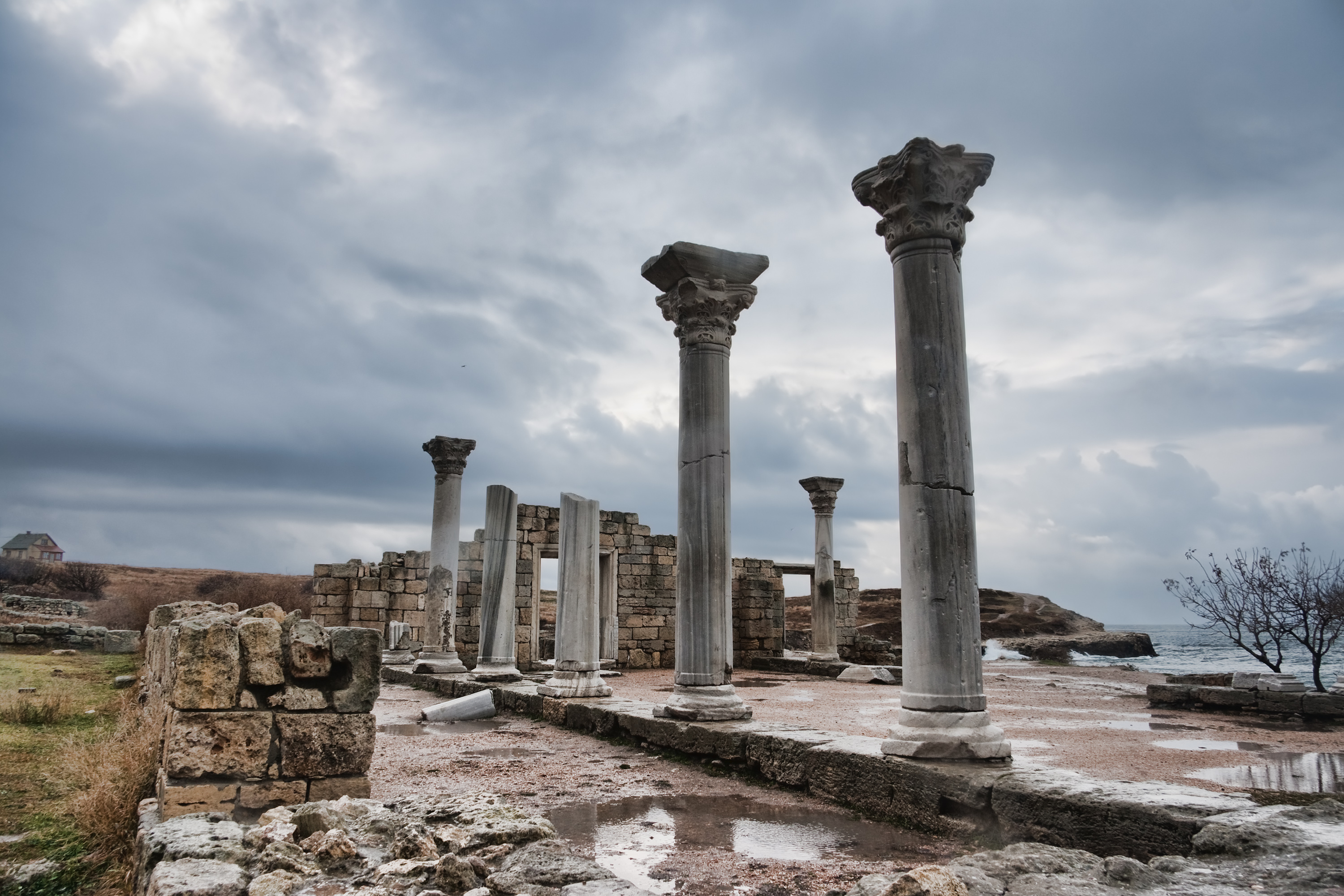
Руины греческой базилики в Херсонесе Таврическом

Греки (Крымские греки, греч. Έλληνες της Κριμαίας) являются одним из древнейших народов Крыма, хотя их современное количество в Крыму невелико. В античные времена в Тавриде сложилось два основных греческих сообщества, отличавшихся в культурном и языковом плане: Херсонес Таврический, основанный дорийцами, и Пантикапей, основанный выходцами из Ионии. Постоянное соперничество между этими двумя городами, расположенными на противоположных окраинах полуострова, привело к вмешательству Римской империи в политику и экономику Тавриды. В современном Крыму частично сохраняется греческая топонимика, как древнейшая (Кореиз, Мисхор, Гаспра), так и новая (Севастополь, Симферополь).

## Античность
В ходе древнегреческой колонизации, затронувшей также и Северное Причерноморье, древние греки начали активно селиться в прибрежном Крыму. Пантикапей был основан в конце VII века до н. э. выходцами из Милета и располагался на месте современной Керчи. В эпоху расцвета он занимал около 100 га. Акрополь располагался на горе, называемой сегодня Митридат. Другим важным древнегреческим центром Крыма стал Херсонес. Его основали дорийцы. Вторжение готов ликвидировало Боспорское царство. После этого единственным античным полисом Северного Причерноморья, который увидел Средние века, стал Херсонес.
Греки, как правило, селились только в прибрежных районах Крыма, поэтому полуостров никогда нельзя было назвать греческим в полном смысле этого слова. Во внутренних регионах полуострова сохранялись автохтонные культуры — тавры, скифы, сарматы, аланы, позднее готы. Соприкасаясь с греческой цивилизациeй, многие из этих племён подверглись, однако, хотя бы частичной эллинизации.
Во времена классической Античности торговые пути связали с греческим Причерноморьем и населённые пункты северного склона Крымских гор. К примеру, в центре города Старый Крым, имевшего тесные связи с приморским Судаком и расположенного в 30 км от морского побережья, при земляных работах была выявлена античная керамика IV в. до н. э. — III в. н. э.. Эти слои перекрыты наслоениями средневекового города и отчасти разрушены. Почётная надпись 222 г. н. э. на древнегреческом языке, найденная в 1895 году в Старом Крыму, является свидетельством существования более раннего античного города, а не только средневековой крепости, как это было принято считать до обнаружения.
Археологические раскопки Кишлавской котловины, расположенной в 16 км к северо-западу от г. Старый Крым, показали, что и эта долина была культурно освоена во времена классической Античности или же, по крайней мере, имела с античной цивилизацией теснейшие торговые связи. Так, первые следы постоянных поселений в округе Кишлав (далее Курского) датируются периодом с III в. до н. э. по III в. н. э. Здесь были найдены остатки форта, который располагался на вершине горы Бор-Кая, которая круто обрывается как с юга, так и с северо-запада. При этом территория самой крепости была отгорожена от древнего городища оборонительной стеной. На территории самого селища были обнаружены осколки греческих амфор. Цивилизация, по-видимому, имела если не собственно греческий, то во всяком случае эллинистический характер, и тесно сообщалась с прибрежными районами посредством дорог. Внизу, по левому берегу реки Мокрый Индол, проходила дорога на Судак. У крепости также имелась визуальная связь с ещё одним подобным укреплением, расположенным на горе Яман-Таш, что в 6,5 км к юго-западу. Кроме того, под самым обрывом, на левом берегу реки Индол был обнаружен могильник античной эпохи.

## Средние века

Заморье — греческая территория в Крыму около 1265 года

Считается, что примерно в III веке на территории Крыма появляется новая этническая общность, которую археологи предпочитают называть «горно-крымская народность» или просто «крымские христиане». В научных кругах также называют этот народ «средневековыми греками». Это были потомки античных греков, готов, алан, славян, которые приняли христианство. С середины VIII века существовала Готская епархия Константинопольского патриархата.
Греки населяли небольшой эксклав Византийской империи Херсонес, а после её дезинтеграции в 1204 году сохранялись вместе с частично ассимилированными ими готами и аланами как государствообразующий этнос до конца XV века в православном княжестве Феодоро.
Именно греками в Крыму распространялось православие. Также благодаря грекам на южном берегу Крыма появились многие средиземноморские сельхозкультуры: виноград, гранат, инжир, маслина, розмарин и др. После османского завоевания (1475) крымские греки подверглись постепенной тюркизации, но сохранили православие. Так постепенно возник урумский этнос. Крымские греки, по наблюдениям этнографов, также сыграли ведущую роль в культурном и традиционном отношении южнобережных и горских татар.
Несмотря на усиление ислама в регионе, греческие общины, как тюркоязычные (урумы), так и грекоязычные (румеи), продолжали существовать в некоторых регионах Крыма, в том числе в Бахчисарае.

## Новое время
В 1770-х годах несколько десятков тысяч греков были переселены А. В. Суворовым в окрестности Мариуполя по указу Екатерины II. Вместе с ними 12 598 армян переселилось в Азовскую губернию. По свидетельству В. Х. Кондараки (1873), южнобережные татары долгое время поддерживали в своих обычаях пережитки христианства, которые возникали и передавались изначально в преобладающей христианской среде и из-за тесного контакта проживания с христианским населением. В 1783 году Россия присоединила Крым.
Русско-турецкая война 1768—1774 годов вызвала мощную и самую большую в новой истории волну греческой эмиграции в Россию. Это были солдаты и офицеры добровольческих батальонов, а также многие жители Греческого архипелага. Поселились греки-переселенцы преимущественно в Керчи и Ени-Кале, позже в Балаклаве, Таганроге, Херсоне. В 1775 году специальным указом Екатерины II грекам-переселенцам были даны значительные льготы, в частности, они на 30 лет освобождались от всех налогов и рекрутского набора, а также ежегодно греческим общинам предоставлялась денежная помощь.
Будущий президент Венесуэлы Франсиско Миранда, бывший в Крыму в свите Г. А. Потёмкина в январе 1787 года во время подготовки к Таврическому вояжу Екатерины II, писал: "Князь [Потёмкин] рассказал о способности современных греков приобретать знания, подобно древним, отметив, что в гимназии, основанной под патронажем императрицы в Петербурге для обучения юных представителей сей национальности, успеваемость выше, нежели у тех, кто принадлежит к иным нациям.".
В начале XX века иммиграция османских греков в Крым происходит из Понта и различных областей Османской империи. Согласно Постановлению ГКО № 5984сс от 2 июня 1944 года, 27 июня крымские греки, вместе с рядом других крымских народностей, были депортированы в Пермскую область и Поволжье и Казахстан. Количество депортированных греков составило 14 тыс. человек.

## Динамика численности
- 2001 год, перепись: 2 795 чел. (0,14 %)
- 2014 год, перепись: 2 646 чел. (0,14 %)